# 李叔明
李叔明（？—787年11月21日）。原名鲜于晋，字叔明，原籍河北道渔阳郡（今天津市蓟县），移为阆州新政人，唐朝官员。

## 生平
唐代宗大历末年（779年），阆州一个姓严的人奏称他冒姓国姓李氏，请求恢复原姓。李叔明大感耻辱，抗表乞赐宗姓。代宗以他是一方镇帅（东川节度使），许之，将严氏子法办。遂名李叔明，字晋卿，后入京以本官兼尚书左仆射。
鲜于叔明初为剑南节度使杨国忠的判官。唐肃宗乾元（758—760年）后为司勋员外郎，作为汉中王李瑀的副手出使回纥，斥责回纥恃功而傲，对唐使不敬。回国后迁司门郎中。擢拜商州刺史。唐代宗即位后超迁京兆少尹，不久以病辞职，除太子左庶子，永泰元年（765年）十月，剑南节度使郭英乂为其检校西山兵马使崔旰所杀，蜀中大乱。二年（766年），剑南节度使分为东川、西川节度使，秋八月，李叔明出为邛州刺史兼御史中丞、邛南八州都防御观察等使。
大历三年（768年）五月，鲜于叔明拜东川节度使、遂州刺史，后移镇梓州，检校户部尚书。当时东川在兵兵荒马乱之后，民生凋残，叔明治理近二十年，招抚逃亡的百姓，抚慰藩夷部落，东川得以逐渐恢复安定。大历末年，代宗正式赐姓李氏。
唐德宗建中二年（781年），因四镇之乱和泾原兵变导致奉天之难，783年十月德宗与太子诸王妃主百余人逃到奉天（陕西乾县），李叔明之子李昪翊从。李叔明每次写私信给儿子，诫励他见危临难，当以死报国。李昪奉父严训，果著勋效，识者嘉之。
贞元二年（786年）四月，李叔明被征入朝为太子太傅，以本官兼右仆射，乞骸骨，改太子太傅致仕，封蓟国公。三年十月丁亥（初七，787年11月21日）卒，谥曰襄。

## 家族
五世祖鲜于绪，北周怀州刺史。
高祖鲜于明，唐蒲州刺史、定襄公。生匡赞、匡济、匡绍。
曾祖鲜于匡赞生士简、士迪。
曾叔祖鲜于匡绍，由太仆卿出牧于阆州并定居后，成为当地豪族。以侄子鲜于士简为后。
祖鲜于士简。
父鲜于令徵，遂宁郡太守，赠太常卿、左散骑常侍。兄鲜于仲通，天宝末年为京兆尹、剑南节度使。
娶硖州司马赠渠州刺史杨英福之女杨氏为妻，封郑国夫人，生一男一女。长子太子詹事兼御史大夫李昪，长女李氏嫁给刑部郎中庐江何邕，杜甫有诗《赠别何邕》即其人。

## 延伸阅读
[在维基数据编辑]
 《舊唐書·卷122》，出自刘昫《舊唐書》
 《新唐書·卷147》，出自《新唐書》